# FC Blo-Wäiss Medernach
Der FC Blo-Wäiss Medernach ist ein luxemburgischer Fußballverein aus Medernach.
Der Verein trägt seine Heimspiele im Stadion Bloen Eck aus.

## Geschichte
Der Verein wurde 1948 gegründet. Das erste Spiel fand am 15. August 1948 gegen den FC Bastendorf statt und endete 4:4.
Bereits 1952 stieg Medernach erstmals in die viertklassige 2. Division auf und schaffte den Durchmarsch in die drittklassige 1. Division. Durch eine Neugliederung der Ligen fiel der Klub 1957 wieder in die fünfte Spielklasse zurück.
Ab 1970 stiegen die Blau-Weißen kontinuierlich bis in die Ehrenpromotion auf, der sie von 1975 bis 1978 und in der Saison 1980/81 angehörten. Anschließend versank der Klub in den Niederungen des luxemburgischen Fußballs, bis 2010 die Rückkehr in die Viertklassigkeit gelang. 2016 folgte der Aufstieg in die 1. Division. Durch einen 3:1-Sieg nach Verlängerung im Barragespiel gegen den FC 72 Erpeldingen, den 11. der Ehrenpromotion, gelang 2019 nach fast 40 Jahren wieder der Aufstieg in die zweithöchste Spielklasse.
Zum Zeitpunkt des vorzeitigen Abbruchs infolge der Corona-Pandemie stand Blo-Wäiss nach 15 Spieltagen mit nur einem Sieg und 14 Niederlagen abgeschlagen auf dem letzten Tabellenplatz. Da der Verband beschloss, den sportlichen Abstieg auszusetzen, blieben die Medernacher zur Saison 2020/21 in der Ehrenpromotion.

## Pokalwettbewerbe
In der Coupe de Luxemburg kam der FC Blo-Wäiss nie über die dritte Runde hinaus.
In der Coupe FLF, dem nationalen Pokalwettbewerb für Vereine der 1., 2. und 3. Division (dritte bis fünfte Spielklasse), stießen die Medernacher in der Saison 2015/16 bis ins Halbfinale vor, welches der Klub gegen FC Alisontia Steinsel mit 2:3 verlor. Zwei Jahre darauf erreichten die Blau-Weißen das Finale, in welchem sie demselben Gegner mit 2:6 unterlagen.